# Домогацких, Михаил Георгиевич
Ми́хаил Гео́ргиевич Домога́цких (29 июля 1923, Воскресеновка, Воронежская губерния — 3 июля 2000, Москва) — прозаик, журналист-международник, собственный корреспондент газеты «Правда» в КНР, Африке, Индонезии, Индокитае (1953—1991), член Союза писателей СССР (1984), Заслуженный работник культуры РСФСР, лауреат премий журнала «Огонёк» (1963), «Новое время» (1963), «Знамя» (1983).

## Биография
Родился 29 июля 1923 года в д. Воскресеновка (ныне — в Добринском районе Липецкой области) в крестьянской семье. Рано остался без родителей, и их, четырех детей-сирот, взяла на воспитание семья брата отца.
Со школьных лет он сотрудничал в районной газете «Ленинский путь», куда его, ученика Чуевской школы, в период летних каникул пригласил заведующий отделом писем В. С. Рязанцев.
В 1941 году М. Г. Домогацких добровольцем ушел на фронт.
В двадцать лет в звании лейтенанта он стал командиром роты подрывников-разведчиков, с 1942 года служил в военно-десантных войсках в 5-й гвардейской воздушнодесантной дивизии. К концу войны дослужился до звания гвардии капитана.
Воевал под Москвой, Сталинградом, на Курской дуге, Украине, освобождал Будапешт и Вену.

Из письма редактора военной газеты «За Отечество» Кузнецова: 
«В рядах нашей гвардии сражается с немецкими захватчиками совсем еще юный по летам Михаил Домогацких, бывший работник районной газеты. Добринцы могут гордиться своим земляком. Семнадцать немецких бандитов убил Домогацких из личного оружия в исторических боях на подступах к Москве. Неоднократно приходилось ему быть в рукопашных схватках с ненавистным врагом. В этих боях Михаил Домогацких был тяжело ранен. После выздоровления — снова боевые будни. Домогацких сражается в рядах стойких защитников Сталинграда. Затем командование посылает его на выполнение специального задания в глубокий тыл врага. Там он принимает активное участие в деятельности одного из партизанских отрядов на Украине. Летом 1943 года Домогацких участвует в боях за Днепр… Командование наградило его орденом Красной Звезды. Сейчас он работает корреспондентом военной газеты и опять зарекомендовал себя лучшим журналистом…».
После войны, окончив центральные газетные курсы при ЦК ВКП (б), Михаил Домогацких стал работать в редакции воронежской областной газеты «Коммуна». После окончания в 1949 году экстерном исторического отделения историко-филологического факультета Воронежского государственного университета он был назначен главным редактором областной газеты «Молодой коммунар». Затем Воронежским обкомом партии был направлен в Высшую дипломатическую школу МИД СССР. Окончив восточное отделение школы в 1953 году, Михаил Георгиевич стажировался в Токио, затем два года учился в Пекинском университете.
Тридцать восемь лет проработал М. Г. Домогацких в газете «Правда». Он говорил на основных европейских и на азиатских языках. Это давало ему возможность свободно путешествовать по разным странам Европы, Азии и Африки.
Был переводчиком Н. С. Хрущёва и Мао Цзэдуна.

## Творчество
Домогацких М. Г. писал очерки, рассказы, повести, романы.
Литературная жизнь Домогацких началась с районной газеты «Ленинский путь» Добринского района, когда он еще учился в школе.
В годы Великой Отечественной войны во фронтовой газете «За Отечество!» публиковал материалы о солдатской жизни.
 Из наградных листов: 
«Тов. Домогацких М. Г., работая заместителем редактором дивизионной газеты, инициативным, смелым и решительным, добросовестно выполняющим свои обязанности, плодотворным журналистом. На Воронежском фронте, находясь на передовых позициях, в трудной боевой обстановке организовывал боевой материал для газеты и много работал по созданию военкоровского актива из бойцов и командиров, повседневно старался улучшит качество выпускаемой газеты, освещая в ней в своих статьях лучших бойцов и командиров, проявивших себя в бою. Тов. Домогацких непосредственно в подразделениях учил работе редакторов стенных газет и боевых листков, показывая на деле, как надо делать газету».

«Гвардии старший лейтенант Домогацких М. Г. работает в должности заместителя редактора дивизионной газеты со дня её организации и прошёл весь славный путь с дивизией. Будучи контужен при расширении плацдарма на правом берегу Днепра, Домогацких после госпиталя, несмотря на то, что был демобилизован по состоянию здоровья из рядов РККА, возвратился снова в дивизию и начал работать вновь на своей работе. Тов. Домогацких способный квалифицированный журналист. Он умело работает с военкоровским активом дивизии и какая бы обстановка не сложилась на переднем крае, он идёт в батальон, роту, беседует с бойцами, офицерами и своевременно организует материал хорошего качества о героях боев. Так было в районе севернее Секешфехервара д. Замоль, где Домогацких ходил на передний край, в дни наступления немцев, организовал материал о героических ротах Коробейникова и Барышкова. Домогацких пользуется большим авторитетом среди бойцов и офицеров дивизии. Его любят и знают все. Много пишет сам статей и стихов для газеты. Помогает непосредственно на переднем крае редакторам „Боевых листков“ и листков „Слава героям гвардии“ в их выпуск. 
В дни Яссо-Кишиневской операции Домогацкий, уйдя на задание по прочёске лесов с одним батальонов, имеет на своём боевом счету 27 лично убитых немцев.
Домогацких написал „Марш 5 дивизии“, который утверждён ВС армии и исполняется в подразделениях».
Печататься начал в с 1947 года, первая его книга «Народ раздвигает горы» вышла в 1959 году. В 1984 году он стал членом Союза писателей СССР.

Как писал журналист Воротников А. А., что Михаил Домогацких в беседе с говорил: 
«Собкоровская жизнь за рубежом это постоянные перемещения, поездки из одного государства в другое, — заметил он. — Газете всегда нужны оперативные и аналитические материалы из твоих регионов. Поэтому засиживаться на одном месте долго не приходилось. Как-то прилетаю в небольшую африканскую страну, в аэропорту покупаю пачку свежих газет. Надо же насытится свежими новостями. Раскрываю первую попавшуюся газету и у меня глаза на лоб полезли. Во всю первую полосу мой портрет и вверху надпись: „К нам сегодня прилетает русский шпион Михаил Домогацких“». 
М. Домогацких в романе «Южнее реки Бенхай» представил Вьетнамскую войну, охватившую Азию. В романе М. Домогацких представлена личность генерала Абрамса, который ведет себя подобно журналисту на войне: он со стороны наблюдает за настроением солдат, посещает госпитали. Генерал находится вдалеке от боевых действий и на совет раненных солдат вместе с президентом самому побывать на войне он, покоробившись, отвечает шуткой, что солдат много, а президент один. Разгром лагерей, смерть солдат для него лишь свидетельство возросшей активности противника. Генерал Абрамс спокойно смеется с полковником над анекдотом, где героями выступают солдаты-калеки. Горечь у Абрамса вызвала лишь смерть человека высокопоставленного чина. Ему присущи такие качества, как лицемерие и ханжество: улыбаясь солдатам в госпитале, направляя их на верную смерть, генерал спокойно про себя думал о ненужности этой жертвы. Генерал — личность, заботящаяся только о себе и своих погонах.

## Произведения
- Народ раздвигает горы. — М.: Мол. гвардия, 1959. — 236 с. : ил.

- Повесть о десантниках. — Воронеж: Кн. изд-во, 1961. — 135 с.
- Утро Тибета. — М.: Мол. гвардия, 1962. — 173 с.
- Пылающее копье: [для ст. возраста]. — М.: Дет. лит., 1966. — 118 с. : ил.
- Далекое созвездие: романт. повесть, рассказы. — Воронеж : Центр.-Чернозем. кн. изд-во, 1967. — 207 с.
- Джамбо, Африка!: [очерки]. — М. : Мысль, 1970. — 237 с.
- Особое задание: [рассказы]. — Воронеж: Центр.-Чернозем. кн. изд-во, 1976. — 208 с.
- Ожерелье экватора. — М.: Мысль, 1980. — 384 с.: ил.
- Южнее реки Бенхай: полит. роман / [худож. В. Терещенко]. — М.: Сов. писатель, 1985. — 463 с.
- Последний штурм: полит. роман / [худож. В. Терещенко] — М.: Сов. писатель, 1987. — 399 с.
- Крещение под Москвой: [проза]. — М.: РБП, 1995. — 7 с.